# Neoparamoeba aestuarina
Neoparamoeba aestuarina is een soort in de taxonomische indeling van de Amoebozoa. Deze micro-organismen hebben geen vaste vorm en hebben schijnvoetjes. Met deze schijnvoetjes kunnen ze voortbewegen en zich voeden. Het organisme komt uit het geslacht Neoparamoeba en behoort tot de familie Vexilliferidae. Neoparamoeba aestuarina werd in 1987 ontdekt door Page.